# سیارک ۹۵۹۹
سیارک ۹۵۹۹ (به انگلیسی: 9599 Onotomoko، نامگذاری:1991UP2) نه هزار و پانصد و نود و نهمین سیارک کشف شده‌است که در ۲۹ اکتبر ۱۹۹۱ کشف شد.
قدر مطلق سیارک برابر ۱۳٫۹ است.